# Moto E7 Plus
El Moto E7 Plus es un teléfono inteligente de gama media fabricado por Motorola Mobility. Fue lanzado en septiembre de 2020.

## Características

### Hardware
El Moto E7 Plus funciona con un Soc Qualcomm Snapdragon 460 que incluye dos CPU ARM Kryo 240 4x 1.8GHz (Quad-core) y ARM Kryo 240 4x 1.6GHz (Quad-core) de con una pantalla de 6.5 pulgadas, tiene un procesador Octa-core a 1.8GHz y 1.6GHz con un GPU Qualcomm Adreno 610 con 4 GB de RAM y 64 GB de almacenamiento interno expandible hasta 512 GB con una tarjeta microSD.
Tiene una pantalla LCD IPS de 6.5 pulgadas con la resolución de 720 x 1600 pixeles. Tiene dos cámaras traseras de 48 MP + 2 MP con una apertura de f/1.7 y cuenta con autofoco y flash Led. La cámara frontal de 8 MP con una apertura de f/2.2 y cuenta con flash Led.

### Software
El Moto E7 Plus se envía con Android 10 y la interfaz de usuario Experience de Motorola.